# 蜚蠊總科
蜚蠊總科是蜚蠊目之下的一個分類，包含了原來等翅目的所有物種，例如約二千多個物種的白蟻（Termites）。

## 分類問題、演化史與關係

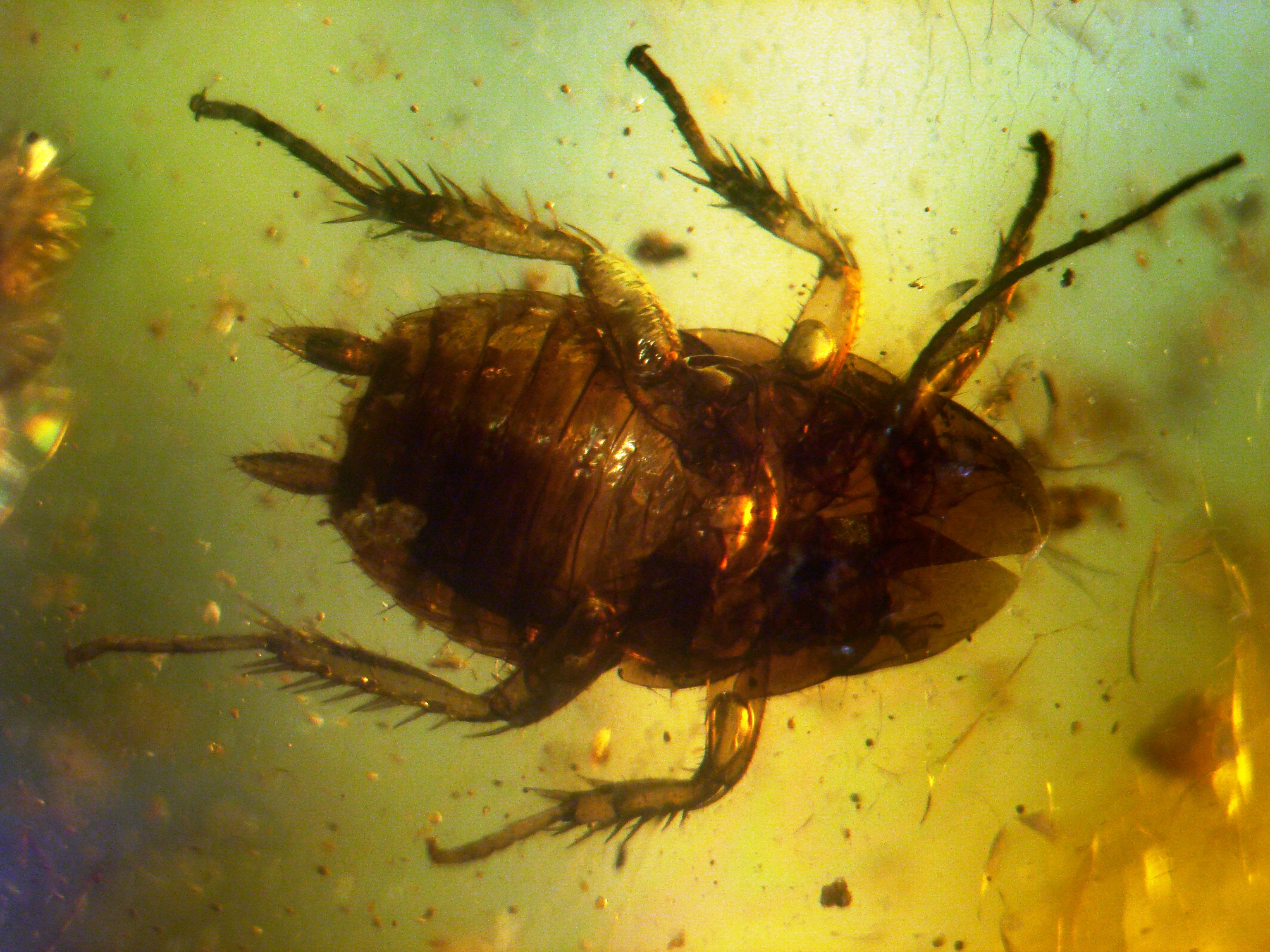
在波羅的海發現的琥珀內的古時蟑螂，4至5千萬年前存在。

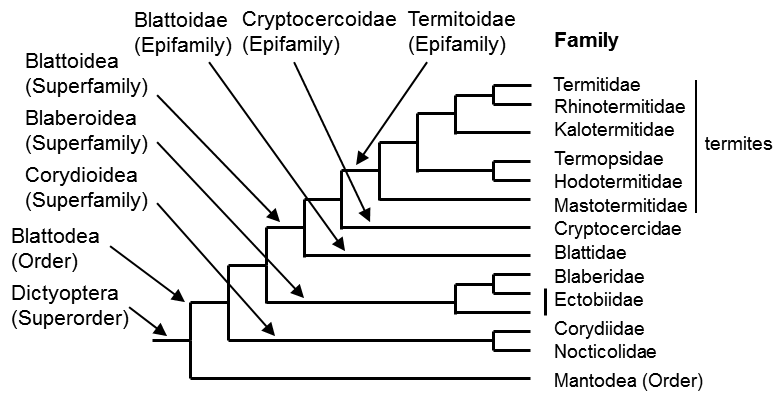
蜚蠊目物種的演化關係圖，Eggleton, Beccaloni & Inward (2007)著。屬於蟑螂的輝蠊科（Lamproblattidae）與工蠊科（Tryonicidae）沒有在圖內標示，但兩科均屬於蜚蠊總科（Blattoidea）。鳖蠊科（Corydiidae，舊稱隆背蜚蠊科Polyphagidae）及姬蜚蠊科（Ectobiidae，舊稱Blattellidae）。

白蟻原來被分類到等翅目，而蜚蠊目則只有蟑螂。在2007年，Beccaloni & Eggleton (2007)及隨後的遺傳及系譜發生學研究(Legendre et al. 2008; Ware et al. 2008; Cameron et al. 2012; Djernaes et al. 2012; Xiao et al. 2012)顯示，原來白蟻是由蟑螂演化出來的。從此，白蟻成為了蜚蠊目蜚蠊總科之下的白蟻领科（Epifamily Termitoidae）。
其餘的蟑螂物種大致可以分成兩個領科。不過這個分類的具體內容到現在其實還有爭議，爭議主要是環繞這些領科其實會否升格成為下目會更合適。例如：有分類直接把原來白蟻所屬的等翅目降格成為等翅下目，直接放到蜚蠊目之下，蜚蠊總科之上。
雖然本總科的拉丁學名應該根據整個系列最古老的名字稱作Termitoidea Latreille, 1802，但由於Blattoidea這個名字的使用率非常普遍，所以原作者根據ICZN守則的第35.5條保留了 Latreille, 1810這個名稱。

## 分類

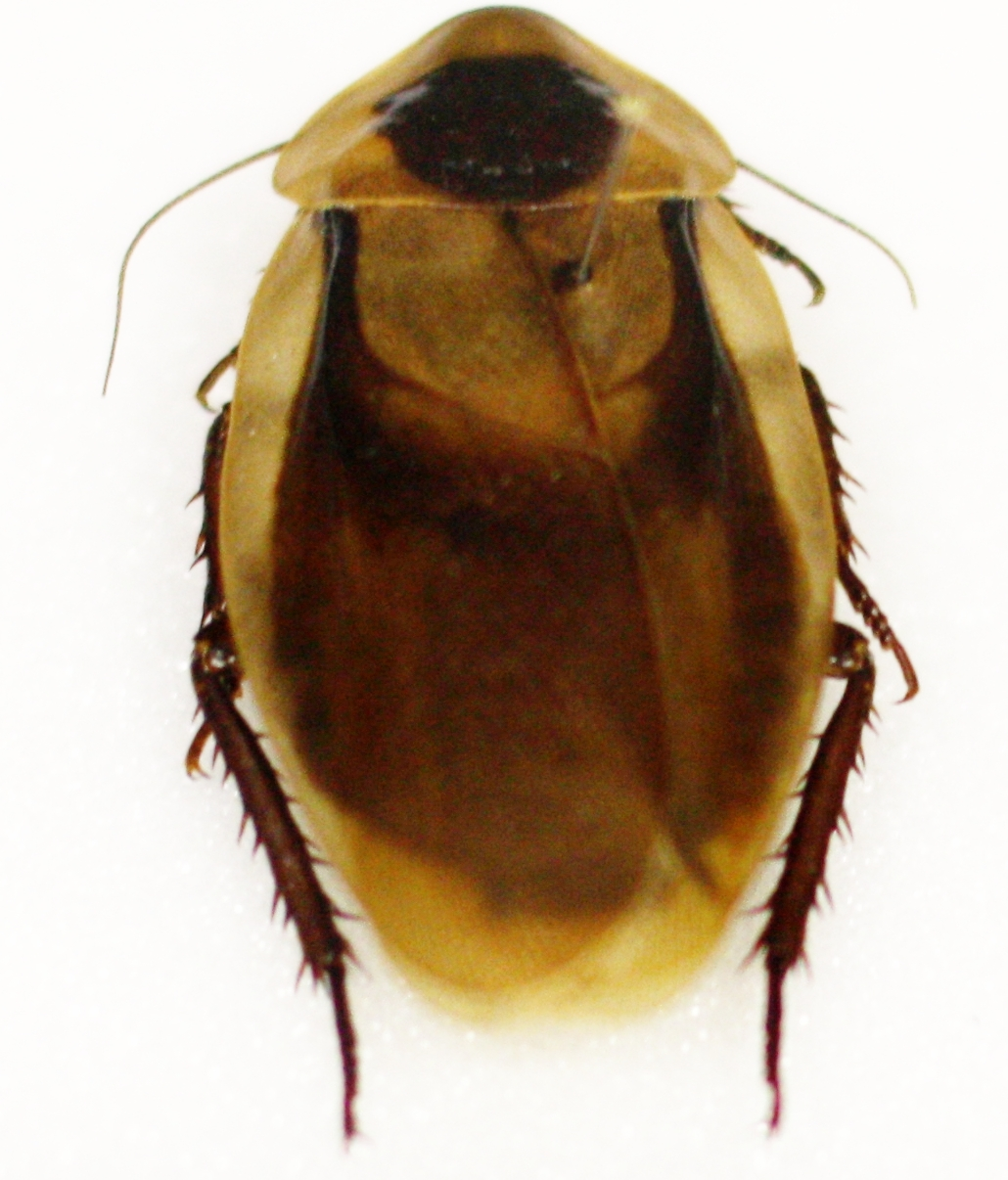
Blaberus discoidalis (Blaberidæ)

布鲁斯（Charles Thomas Brues）和梅兰德（Axel Leonard Melander）根据翅的有无及其特徵、变态类型、口器的构造、触角形状、跗节及古昆虫（化石昆虫）的特徵等来进行的分类（Classification of Insects, 2d, rev. ed., 1954），蜚蠊總科 包括有：
- 蜚蠊科
- 原蜚蠊科
- 穴蜚蠊科
- 旋翅蜚蠊科

根據ITIS，本總科包含以下各科：
- 蜚蠊領科（Epifamily  Latreille, 1810）：下領三科
  - 蜚蠊科 Blattidae Latreille, 1810：領41屬594種；
  - 輝蠊科 Lamproblattidae McKittrick, 1964：領3屬10種；
  - 工蠊科 Tryonicidae McKittrick & Mackerras, 1965：領10屬47種；
- 隐尾蠊領科（Epifamily Cryptocercoidae Handlirsch, 1925）
  - 隐尾蠊科 Cryptocercidae：領一屬12種。
- 白蟻领科（Epifamily Termitoidae Latreille, 1802）[1][4]：成立之時有九科[3]，根據2013年的最新系譜學研究重新分類，現時有12科，包括有合共3,106個現存及化石物種[6][8][9]，按其原始程度順序列出如下：
  - †Cratomastotermitidae Engel, Grimaldi, & Krishna, 2009 (1 Early Cretaceous species)
  - 真同翅類 Euisoptera Engel, Grimaldi, & Krishna, 2009
    - 澳白蟻科 Mastotermitidae Desneux, 1904：單屬，現存物種只有單種，但還有其他化石物種。
    - 草白蟻科 Hodotermitidae Desneux, 1904：三屬15種。

  - † 原白蟻科 Termopsidae：只餘下一個化石物種；
    - 古原白蟻科 Archotermopsidae Engel, Grimaldi & Krishna, 2009：三屬15種，本為草白蟻科之下的一個亞科，之後獨立成為原白蟻科，然後再分成古原白蟻科。
    - Family Stolotermitidae Holmgren, 1910：二屬10種，本為原白蟻科之下的一個亞科。
      - Porotermitinae Emerson, 1942
      - Stolotermitinae Holmgren, 1910

  - Clade Icoisoptera Engel, 2013
    - 木白蟻科 Kalotermitidae Froggatt, 1897 ：22屬419種。
    - Family Stylotermitidae Holmgren & Holmgren, 1917：單屬34種。

  - 新同翅類 Neoisoptera Engel, Grimaldi, & Krishna, 2009
    - Arcehorhinotermitidae Krishna & Grimaldi, 2003
    - Stylotermitidae Holmgren, K & N, 1917
    - 鼻白蟻科 Rhinotermitidae Froggatt, 1897：14屬343種。
      - Coptotermitinae Holmgren
      - Heterotermitinae Froggatt
      - Prorhinoterminae Quennedey & Deligne, 1975
      - Psammotermitinae Holmgren
      - 鼻白蟻亞科 Rhinotermitinae Froggatt, 1897
      - Termitogetoninae Holmgren

    - 齒白蟻科 Serritermitidae Holmgren, 1910：二屬二種。
      - Serritermes serrifer

    - 白蟻科 Termitidae Latreille, 1802：236屬1958種。
      - Apicotermitinae Grassé & Noirot, 1954 (42 genera, 208 species)
      - Foraminitermitinae Holmgren, 1912 (2 genera, 9 species)
      - Macrotermitinae Kemner, 1934 (13 genera, 362 species)
      - Nasutitermitinae Hare, 1937 (80 genera, 576 species)
      - Sphaerotermitinae Engel & Krishna, 2004 (1 species)
      - Syntermitinae Engel & Krishna, 2004 (13 genera, 99 species)
      - Cubitermitinae
      - Termitinae Latreille, 1802 (90 genera, 760 species)